# Xã Bellville, Quận Pocahontas, Iowa
Xã Bellville (tiếng Anh: Bellville Township) là một xã thuộc quận Pocahontas, tiểu bang Iowa, Hoa Kỳ. Năm 2010, dân số của xã này là 347 người.